# Confederação Brasileira de Ginástica
A Confederação Brasileira de Ginástica (CBG) é a entidade responsável pela organização dos eventos e representação dos atletas e lideres de ginástica do Brasil. A CBG é responsável pela formação e treinamento da equipe brasileira nas modalidades competitivas e nos eventos gerais. A sua sede é localizada na cidade de Aracaju.  

## História
A história do esporte no país iniciou-se no Rio Grande do Sul e em 1951 aconteceu a oficialização da ginástica olímpica, com as federações do Rio Grande do Sul, Rio de Janeiro e São Paulo. Em 1951 ocorreu a filiação oficial à Confederação Brasileira de Desportos (CBD), atual Comitê Olímpico Brasileiro (COB) e aconteceu o primeiro Campeonato Brasileiro de Ginástica em São Paulo e a filiação do Brasil à Federação Internacional de Ginástica (FIG).
O esporte recebeu personalidades que aceleraram o seu desenvolvimento no Brasil: a professora húngara IIona Peuker, responsável pela introdução e propagação da ginástica moderna, a denominada ginástica rítmica; e o professor argentino Enrique Wilson Libertário Rapesta, considerado o maior incentivador da ginástica artística no Brasil. No dia 25 de Novembro de 1978, foi criada a Confederação Brasileira de Ginástica, com o Dr. Siegfried Fischer, como primeiro presidente.

### Presidentes
Ao longo dos mais de vinte anos de história da entidade, estiveram a frente da CBG, cinco presidentes.
- 1979/1985 - Siegfried Fischer
- 1985/1988 - Fernando Augusto Brochado
- 1988/1991 - Mário César Cheberle Pardini
- 1991/2009 - Vicélia Ângela Florenzano
- 2009/         - Maria Luciene Cacho Resende

## Campeonatos

### Campeonato Brasileiro de Ginástica Artística
O Campeonato Brasileiro de Ginástica Artística é uma das principais campetições nacionais anuais de ginástica artística realizadas no Brasil. Sua primeira edição aconteceu em 1951, ano em que o Brasil filiou-se a Federação Internacional de Ginástica, com as federações estaduais do Rio de Janeiro, de São Paulo e do Rio Grande do Sul participando do evento. O Campeonato Brasileiro era organizado pela Confederação Brasileira de Desportos até o ano de 1978, quando foi criada a Confederação Brasileira de Ginástica.
Nas edições de 2018 e 2019, as provas de individual geral passaram a ter seus medalhistas premiados a partir da soma das notas da qualificatória e da final. A partir da edição de 2022, todos os resultados foram obtidos a partir do somatório de dois dias de competição.

### Campeonato Brasileiro de Ginástica Rítmica
O Campeonato Brasileiro de Ginástica Rítmica é uma das principais competições nacionais anuais de ginástica rítmica realizadas no Brasil. Sua primeira edição aconteceu em 1971, com a participação de três federações, a Federação Carioca de Ginástica (FCG), Federação de Ginástica do Estado do Rio de Janeiro (FGRJ) e a Federação Mineira de Ginástica (FMG). O Campeonato Brasileiro é dividido em dois diferentes eventos, um para as provas individuais e outro para as provas de conjuntos, conhecido como Campeonato Brasileiro de Ginástica Rítmica Ilona Peuker.

## As disciplinas
A CBG, enquanto entidade superior do esporte no Brasil, rege todas as competições a nível nacional e dá suporte aos atletas, técnicos e árbitros em competições de nível internacional. É ela a responsável pela distribuição dos códigos de pontos de cada modalidade para as federações nacionais. As  envolvidas são também aquelas regidas pela FIG, tanto na categoria júnior (que engloba a infantil), quanto na categoria sênior: ginástica artística, ginástica rítmica, ginástica acrobática, ginástica aeróbica e ginástica de trampolim. É também de responsabilidade da federação, as apresentações dos ginastas brasileiros na Gymnaestrada, evento este no qual os princípios da ginástica para todos, são praticados.

### Desempenho dos atletas
Ginástica artística masculina
- Jogos Olímpicos: 1 medalha de ouro, 2 de prata, 1 de bronze.
- Campeonato Mundial de Ginástica Artística: 3 medalhas de ouro, 3 de prata, 2 de bronze.
- Jogos Pan-Americanos: 7 medalhas de ouro, 6 de prata, 7 de bronze.
- Universíada de Verão: 2 medalhas de ouro, 1 de prata, 1 de bronze.
- Finais da Copa do Mundo de Ginástica Artística: 3 medalhas de ouro, 0 de prata, 1 de bronze.

Ginástica artística feminina
- Jogos Olímpicos da Juventude: 1 medalha de ouro, 2 de prata, 0 de bronze.
- Campeonato Mundial de Ginástica Artística: 1 medalha de ouro, 1 de prata, 2 de bronze.
- Jogos Pan-Americanos: 3 medalhas de ouro, 4 de prata, 14 de bronze.
- Universíada de Verão: 1 medalha de ouro, 2 de prata, 0 de bronze.
- Finais da Copa do Mundo de Ginástica Artística: 2 medalhas de ouro, 2 de prata, 1 de bronze.

Ginástica rítmica
- Jogos Pan-Americanos: 12 medalhas de ouro, 3 de prata, 8 de bronze.
- Etapas da Copa do Mundo de Ginástica Rítmica: 2 medalhas de ouro, 1 de prata, 6 de bronze.
- Etapas do Grand Prix de Ginástica Rítmica: 1 medalha de ouro (Thiais 2023), 2 de prata (Berlim 2003), 2 de bronze (Berlim 2003, Thiais 2004).[12][13]

Ginástica de trampolim
- Jogos Mundiais: 1 medalha de ouro, 0 de prata, 0 de bronze.
- Campeonato Mundial de Trampolim: 2 medalhas de ouro, 1 de prata, 2 de bronze.
- Jogos Pan-Americanos: 0 medalha de ouro, 1 de prata, 1 de bronze.

Ginástica aeróbica
- Jogos Mundiais: 1 medalha de ouro, 0 de prata, 0 de bronze.
- Campeonato Mundial de Ginástica Aeróbica: 9 medalhas de ouro, 3 de prata, 3 de bronze.

Ginástica acrobática
- Campeonato Pan-Americano de Ginástica Acrobática: 1 medalha de ouro, 1 de prata, 0 de bronze.

## Estrutura
A estrutura interna na CBG é formada pela diretoria, pelo conselho e seus respectivos membros, coordenadores e adjuntos.
- Diretoria
- Presidente
- Vice-Presidente

- Conselho Fiscal
- Comitê Técnico Ginástica Artística Masculina
- Comitê Técnico Ginástica  Artística Feminina
- Comitê Técnico de Ginástica Rítmica
- Comitê Técnico de Ginástica Para Todos
- Comitê Técnico de Ginástica Aeróbica
- Comitê Técnico de Ginástica de Trampolim
- Comitê Técnico de Ginástica Acrobática

### Federações associadas
A CBG possui dezoito federações associadas por todo o país, que abarcam dezenas de clubes estaduais e municipais, que disputam competições nacionais em todas as modalidades e categorias da ginástica.

### Seleções
As seleções, dentro da entidade, estão divididas por modalidades e disputas. Para a ginástica artística, existem duas seleções seniores: a masculina permanente, com onze atletas, e a feminina permanente, também com onze ginastas. Para a rítmica, a CBG abarca a seleção individual, com sete atletas e a de conjunto, com seis. Para o trampolim acrobático, são três na seleção permanente masculina e três na permanente feminina.